# Hendecasis melalophalis
Hendecasis melalophalis là một loài bướm đêm trong họ Crambidae.